# Besim Šerbečić
Besim Šerbečić (Gračanica, 1º maggio 1998) è un calciatore bosniaco, difensore del Radnički Kragujevac in prestito dal Sarajevo.

## Carriera

### Club
Cresciuto nelle giovanili del Bratstvo Gračanica, Šerbečić ha giocato poi con la maglia dello Zvijezda Gradačac. Ha esordito in Premijer Liga in data 4 aprile 2015, subentrando a Stanoje Jovanović nella sconfitta per 3-0 patita sul campo dell'Olimpik Sarajevo. Il 18 aprile ha trovato la prima rete nella massima divisione bosniaca, nella partita persa per 2-3 contro lo Zrinjski Mostar. A fine stagione, la squadra è retrocessa in Prva liga.
Nell'estate 2016, Šerbečić si è trasferito al Radnik Bijeljina, tornando in Premijer Liga. Ha debuttato con questa casacca il 15 ottobre, quando ha sostituito Marko Obradović nel pareggio per 1-1 contro lo Zrinjski Mostar. Il 20 agosto 2017 ha trovato la prima rete, nel 3-1 inflitto al GOŠK Gabela.
Il 23 gennaio 2018, i norvegesi del Rosenborg hanno reso noto l'ingaggio di Šerbečić, che si è legato al nuovo club con un contratto quadriennale.
Il 29 dicembre 2021 è stato ufficializzato il suo approdo all'Aalesund, per cui ha firmato un accordo valido fino al 30 giugno 2024.
Il 7 febbraio 2023, l'Aalesund ha reso noto d'aver ceduto Šerbečić al Sarajevo.

### Nazionale
Šerbečić ha rappresentato la Bosnia ed Erzegovina a livello Under-17, Under-19 e Under-21. Per quanto concerne quest'ultima selezione, in data 10 ottobre 2017 ha giocato la prima partita valida per le qualificazioni al campionato europeo 2019: è stato titolare ed autore di un gol nella vittoria per 3-1 sul Portogallo.

## Statistiche

### Presenze e reti nei club
Statistiche aggiornate al 7 febbraio 2023.
| Stagione                 | Club                     | Campionato               | Campionato | Campionato | Coppe nazionali | Coppe nazionali | Coppe nazionali | Coppe continentali | Coppe continentali | Coppe continentali | Supercoppe | Supercoppe | Supercoppe | Totale | Totale |
| Stagione                 | Club                     | Comp                     | Pres       | Reti       | Comp            | Pres            | Reti            | Comp               | Pres               | Reti               | Comp       | Pres       | Reti       | Pres   | Reti   |
| ------------------------ | ------------------------ | ------------------------ | ---------- | ---------- | --------------- | --------------- | --------------- | ------------------ | ------------------ | ------------------ | ---------- | ---------- | ---------- | ------ | ------ |
| 2014-2015                | Zvijezda Gradačac        | PL                       | 7          | 1          | CBE             | ?               | ?               | -                  | -                  | -                  | -          | -          | -          | 7+     | 1+     |
| 2015-2016                | Zvijezda Gradačac        | 1LB                      | 34         | 2          | CBE             | ?               | ?               | -                  | -                  | -                  | -          | -          | -          | 34+    | 2+     |
| Totale Zvijezda Gradačac | Totale Zvijezda Gradačac | Totale Zvijezda Gradačac | 41         | 3          |                 | ?               | ?               |                    | -                  | -                  |            | -          | -          | 41+    | 3+     |
| 2016-2017                | Radnik Bijeljina         | PL                       | 13         | 0          | CBE             | 2               | 0               | -                  | -                  | -                  | -          | -          | -          | 15     | 0      |
| 2017-gen. 2018           | Radnik Bijeljina         | PL                       | 17         | 2          | CBE             | 1               | 0               | -                  | -                  | -                  | -          | -          | -          | 18     | 2      |
| Totale Radnik Bijeljina  | Totale Radnik Bijeljina  | Totale Radnik Bijeljina  | 30         | 2          |                 | 3               | 0               |                    | -                  | -                  |            | -          | -          | 33     | 2      |
| 2018                     | Rosenborg                | ES                       | 4          | 0          | CN              | 4               | 0               | UCL+UEL            | 0+4                | 0+1                | SN         | 1          | 0          | 13     | 2      |
| gen.-lug. 2019           | Rosenborg                | ES                       | 0          | 0          | CN              | 0               | 0               | UCL+UEL            | -                  | -                  | -          | -          | -          | 0      | 0      |
| 2019-2020                | Sarajevo                 | PL                       | 20         | 2          | CBE             | 1               | 0               | UCL+UEL            | 2+2                | 0                  | -          | -          | -          | 25     | 2      |
| lug.-dic. 2020           | Sarajevo                 | PL                       | 9          | 0          | CBE             | 1               | 0               | UCL+UEL            | 0+1                | 0                  | -          | -          | -          | 11     | 0      |
| 2021                     | Rosenborg                | ES                       | 8          | 1          | CN              | 2               | 1               | UECL               | 0                  | 0                  | -          | -          | -          | 10     | 2      |
| Totale Rosenborg         | Totale Rosenborg         | Totale Rosenborg         | 12         | 1          |                 | 6               | 1               |                    | 4                  | 1                  |            | 1          | 0          | 23     | 3      |
| 2022                     | Aalesund                 | ES                       | 26         | 0          | CN              | 2               | 0               | -                  | -                  | -                  | -          | -          | -          | 28     | 0      |
| feb.-giu. 2023           | Sarajevo                 | PL                       | 0          | 0          | CBE             | 0               | 0               | -                  | -                  | -                  | -          | -          | -          | 0      | 0      |
| Totale Sarajevo          | Totale Sarajevo          | Totale Sarajevo          | 29         | 2          |                 | 2               | 0               |                    | 5                  | 0                  |            | -          | -          | 36     | 2      |
| Totale                   | Totale                   | Totale                   | 136        | 8          |                 | 13+             | 1+              |                    | 9                  | 1                  |            | 1          | 0          | 161+   | 10+    |

## Palmarès

### Club

#### Competizioni nazionali
- Campionato norvegese: 1

Rosenborg: 2018
- Coppa di Norvegia: 1

Rosenborg: 2018
- Supercoppa di Norvegia: 1

Rosenborg: 2018
- Campionato bosniaco: 1

Sarajevo: 2019-2020
- Coppa di Bosnia: 1

Sarajevo: 2020-2021